# Puente plateado
El puente Plateado, entre las ciudades mexicanas Torreón y Gómez Palacio, es uno de los símbolos de la Comarca Lagunera. Fue inaugurado, el 20 de diciembre de 1931, por los gobernadores de Coahuila y Durango, Nazario Ortiz Garza y Pastor Rouaix respectivamente.